# Lauri Bergqvist
Lauri Jouni Jeremias Bergqvist (* 20. Februar 1930 in Sippola; † 13. Dezember 2022 in Kouvola) war ein finnischer Skilangläufer.
Bergqvist, der für den Inkeroisten Terho startete, belegte im März 1960 bei den Lahti Ski Games den neunten Platz über 50 km und erreichte damit seine beste Platzierung bei diesen Wettbewerb.  Im Jahr 1963 errang er beim Holmenkollen Skifestival den 15. Platz über 50 km. Bei seiner einzigen Olympiateilnahme im Februar 1964 in Innsbruck belegte er den 15. Platz im Rennen über 50 km. Im selben Jahr wurde er finnischer Meister über 30 km.